# Yamaha Raptor 700
Il Yamaha Raptor 700 è uno quad-bike prodotto dalla casa motociclistica giapponese Yamaha Motor dal 2006.
Ampiamente utilizzato in varie competizioni motoristiche, ha vinto dal 2009 al 2023 per quindici edizioni consecutive il Rally Dakar.
Il Raptor 700, che va a sostituire il Raptor 660, è alimentato da un motore quattro tempi a benzina monocilindrico da 686 cm³ con alimentazione ad iniezione elettronica di carburante e distribuzione monoalbero a camme in testa a quattro valvole, con avviamento elettrico e raffreddamento a liquido, a cui è abbinato ad un cambio manuale a cinque marce con retromarcia.

## Palmarès
- al Rally Dakar nelle edizioni 2009, 2010, 2011, 2012, 2013, 2014, 2015, 2016, 2017 2018, 2019, 2020, 2021, 2022, 2023